# Zmaj
Zmaj är Indira Radićs elfte studioalbum, som släpptes ut på Grand Producton, 2003.

## Låtlista
1. Zmaj (Drake)
2. Moj živote da l' si ziv
3. Vatromet (Fyrverkerier)
4. Tetovaža (Tatuering)spela
5. Svejedno je (Det spelar ingen roll)
6. Nisam sumnjala (Jag anade inte)
7. Bio si mi drag (Det var som du)
8. Tika-tak (Tick-tock)
9. Zašto tako naopako (Varför är det så fel?)
10. Pedeset godina (Femtio år)